# Келишкові
Келишкові (Calypogeiaceae) — родина печінкових. Цей вид рослини є кальцифугою.
Роди:
- Calypogeia Raddi (101)
- Cincinnulus Dumort. (1)
- Eocalypogeia (R.M.Schust.) R.M.Schust. (4)
- Kantius Gray (4)
- Metacalypogeia (S.Hatt.) Inoue (7)
- Mizutania Furuki & Z.Iwats. (1)
- Mnioloma Herzog (15)

Цифри в дужках — приблизна кількість видів у роді.